# Agnès Visconti
Agnès Visconti (en italià: Agnese Visconti) (Milà, Senyoriu de Milà, 1362 - Màntua, Senyoriu de Màntua, 1391) fou una princesa de Milà de la família Visconti que va esdevenir senyora consort de Màntua.

## Orígens familiars
Va néixer vers el 1362 a la ciutat de Milà sent la filla de Bernabé Visconti i Beatriu della Scala. Fou neta per línia paterna d'Esteve Visconti i Valentina Doria, i per línia materna de Mastino II della Scala i Taddea de Carrara.
Fou germana, entre d'altres, de Taddea Visconti, casada amb Esteve III de Baviera; Viridis Visconti, casada amb Leopold III d'Habsburg; Marc Visconti; Caterina Visconti, casada amb el seu cosí Joan Galeàs Visconti; Velentina Visconti, casada amb Pere II de Lusignan; i Anglèsia Visconti, casada amb Joan II de Lusignan.

## Núpcies i descendents
El 1375 es concretà el matrimoni entre Agnès i Francesc I Gonzaga, rebent Agnès de dot les ciutats de Parma, Cremona, Brèscia i Bèrgam. El matrimoni es realitzà el 1380 i d'aquesta unió nasqué una filla:
- Alda Gonzaga (?-1405), casada el 1405 amb Francesco II Novello da Carrara

## Mort
Agnès fou acusada d'adulteri per part del seu marit i fou condemnada a mort i decapitada juntament amb el seu amant Antonio da Scandiano el febrer de 1391. No es té constància certa que aquesta acusació fos certa i molts historiadors apuntent a raons polítiques la mort d'Agnès, ja que Lluís II Gonzaga es casà dos anys després de la mort d'aquesta amb Margarida Malatesta, estrenyent així la seva aliança amb Rimini contra els Visconti.